# Distrito Escolar Unificado de Azusa
El Distrito Escolar Unificado de Azusa es un distrito escolar unificado público con sede en Azusa, California, en el condado de Los Ángeles, California, Estados Unidos . El distrito atiende a estudiantes en Azusa, la parte norteoeste de Covina, partes del sureste de Irwindale, la parte norte de Vincent, la mayor parte de Citrus y la parte occidental de Glendora . La Junta de Educación está compuesta por cinco miembros, elegidos en general, que cumplen un mandato de cuatro años. Las elecciones se llevan a cabo un martes después del primer lunes de noviembre de los años pares a partir de las elecciones de 2018.

## Escuelas

### Escuelas primarias
- Henry Dalton
- Victor Hodge
- Charles Lee
- Longfellow (Pre K- K)
- Magnolia
- Clifford Murray
- Paramount
- Valleydale

### Escuela secundaria
- Gladstone

### Escuelas preparatorias
- Azusa
- Sierra (California)

### Escuela de adultos
- Azusa Adult Education Center

## Cierre de escuelas
En los últimos años, debido a la disminución de las tasas de matriculación, Azusa ha estado cerrando escuelas. La escuela primaria Gladstone Street y la escuela primaria Mountain View cerraron en 2019. Después del año escolar 2022-2023, Azusa reorganizará drásticamente el distrito escolar para fusionar más estudiantes en una cantidad menor de escuelas. Todos los estudiantes en edad de escuela intermedia irán a la Escuela Secundaria Gladstone, que se convertirá en una escuela intermedia, y todos los estudiantes en edad de escuela secundaria irán a la Escuela Secundaria Azusa. Todas las escuelas intermedias existentes en Azusa cerrarán, así como la única escuela K-8 de Azusa, la escuela primaria Alice M. Ellington. La escuela primaria Powell también cerrará.